# Associated Press
Az Associated Press (AP) az Amerikai Egyesült Államok legrégebbi és legnagyobb hírügynöksége. Az 1846-ban alapított New York-i székhelyű nonprofit szervezet tulajdonosai az Amerikai Egyesült Államokban működő sajtócégek, rádió- és tv társaságok, ezek újságírói szolgáltatják az AP által továbbított híreket, illetve az amerikai tulajdonosi médiacégek rendelkeznek is az AP híranyagával.
2007-es adatok szerint az AP több mint 1700 újságot, ezenkívül 5000 rádió- és tv társaságot látott el híranyagával. A hírügynökség fényképtára 10 millió körüli fotóval rendelkezik. Az Associated Press által működtetett hírszolgáltatók száma 120 országban 243, saját rádiótársasága, az AP Radio Network óránként sugározza híranyagát rádió- és tv-állomások felé. Az USA-n kívül számos sajtó- és médiacég az AP híranyagához, mivel nem tagjai az Associated Pressnek, előfizetőként juthat. A szervezet és tagjai közötti együttműködés értelmében a tagok automatikusan hozzájárulnak helyi riportjaiknak az AP általi terjesztéséhez, ugyanakkor az AP „fordított piramis szerkezetében” az általa szolgáltatott híranyag átszerkesztését engedélyezi a lényegi információk megtartása mellett. Az USA másik jelentős amerikai hírügynökségénél, a United Press Internationalnél (UPI) 1993-ban történt leépítések következményeként az AP az USA első számú hírügynöksége.
Fennállása óta a hírügynökségnek mintegy négytucatszor ítélték a Pulitzer-díjat.

## Története

### Alapítás
A hírek Egyesült Államokon belüli terjesztését a 19. század fordulójára törvény segítette. Az Egyesült Államok 1792-es postaügyi törvénye szerint minden lapkiadó újságának egy példányát díjmentesen küldhette postai úton az USA-n belül bármelyik másik kiadónak. Alfred McClung Lee szerint az amerikai modern hírügynökségek, így az Associated Press hírelosztási gyakorlata is ebből a postai rendszerből nőtt ki.
Az Associated Press-t 1846-ban öt New York-i napilap alapította a mexikói–amerikai háború sajtóhírei költségeinek megosztása céljából. A vállalkozás alapítását az amerikai lapkiadó, Moses Yale Beach (1800–68) kezdeményezte, az alapító napilapok a The Sun, a  New York Herald, a New York Courier and Enquirer, a The Journal of Commerce és a New York Evening Express voltak. 1849-ben már a Tribune is, majd nem sokkal az alapítás után, 1851-ben a The New York Times is csatlakozott a társasághoz, mely neve 1856-ban New York Associated Press (NYAP) lett. A társaság 1848-ban már a Boston és New York közötti távirati hírszolgáltatást finanszírozta, mely a bostoni kikötőbe befutó óceáni járatok által szállított hírek miatt volt jelentős.
A NYAP 1846-os alapításakor a hír már üzleti termék volt, az 1861-ben kezdődő amerikai polgárháború alatt, később a spanyol–amerikai háború alatt rendkívül fontos volt a gyors hírszolgáltatás, mely kedvezett a hírügynökségek növekedésének. A híranyag jelentőségét jól jelzi, hogy a rotációs nyomdai eljárások tökéletesedésével a New York Tribune az 1870-es években már 18 000 lapot nyomtatott óránként.       

### 20. század
A NYAP riválisaként működő, 1862-ben alapított közép-nyugati Western Associated Press bírálta a NYAP-t és annak monopol hírszolgáltatási gyakorlatát, majd 1892-ben a Chicago Daily News főszerkesztője és kiadója, Victor Lawson feltárta, hogy a NYAP számos tagja külön megállapodást kötött egy másik rivális hírügynökséggel, a United Press-szel a híranyag elosztásáról. Mindezek a NYAP felbomlásához vezettek. Ezt követően még ugyanabban az évben, 1892-ben a Western Associated Press Illinois államban immár bejegyeztetett egy új hírügynökséget, az Associated Press-t, majd ezt követően az Associated Press székhelyének 1900-ban Chicagóból New Yorkba történt áthelyezésével létrejött a modern Associated Press.
A Chicago Daily News-t alapító Melville Stone, aki 1893 és 1921 között az AP vezérigazgatója volt, építette ki a társaság jelenlegi működési alapjait, vezetése alatt a híranyag pontosságát, pártatlanságát és a szervezeten belüli együttműködés szabályait tartva a legfontosabbnak.

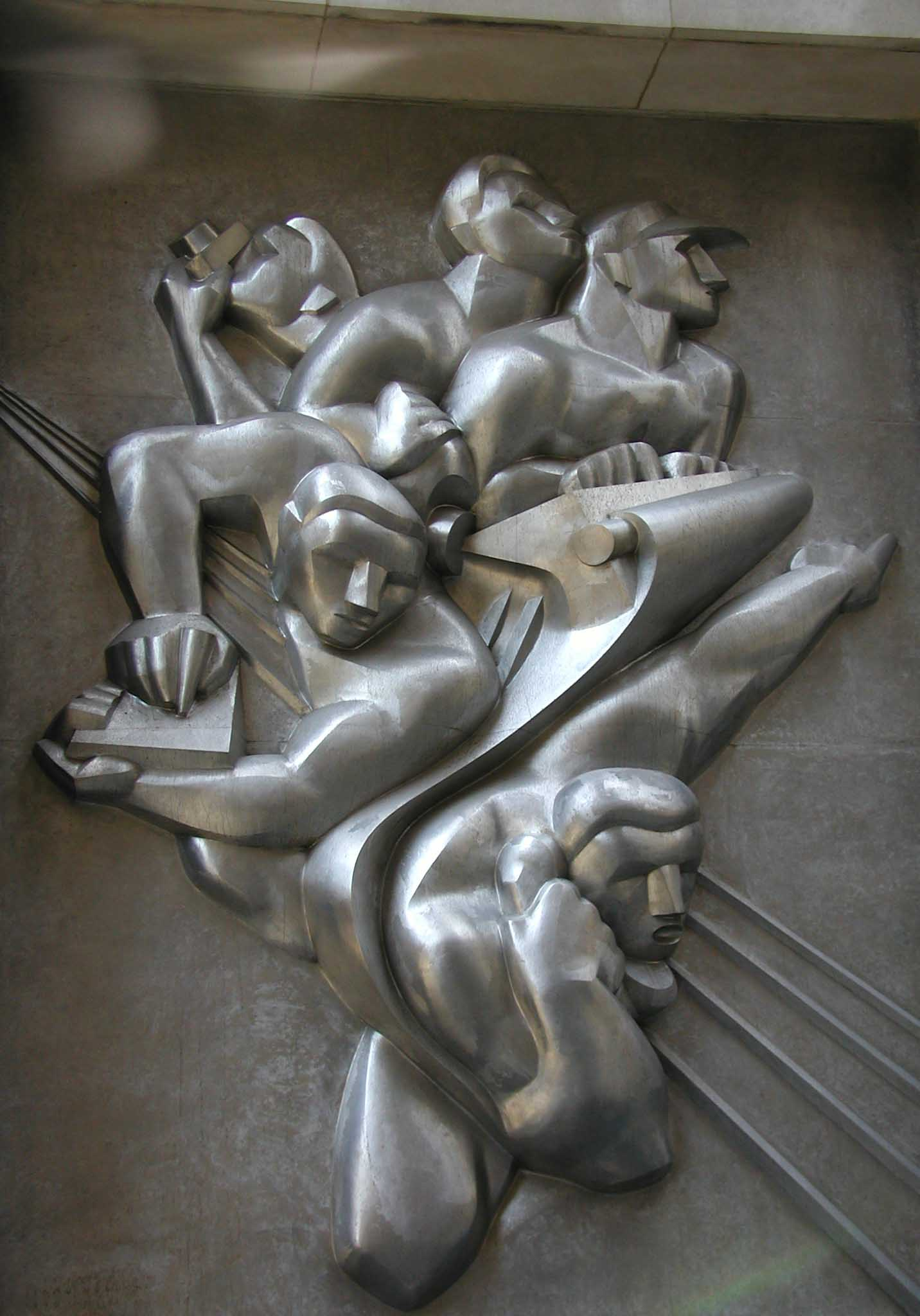
Rockefeller Centerben Isamu Noguchi News c. domborműve az egykori székház bejárata felett

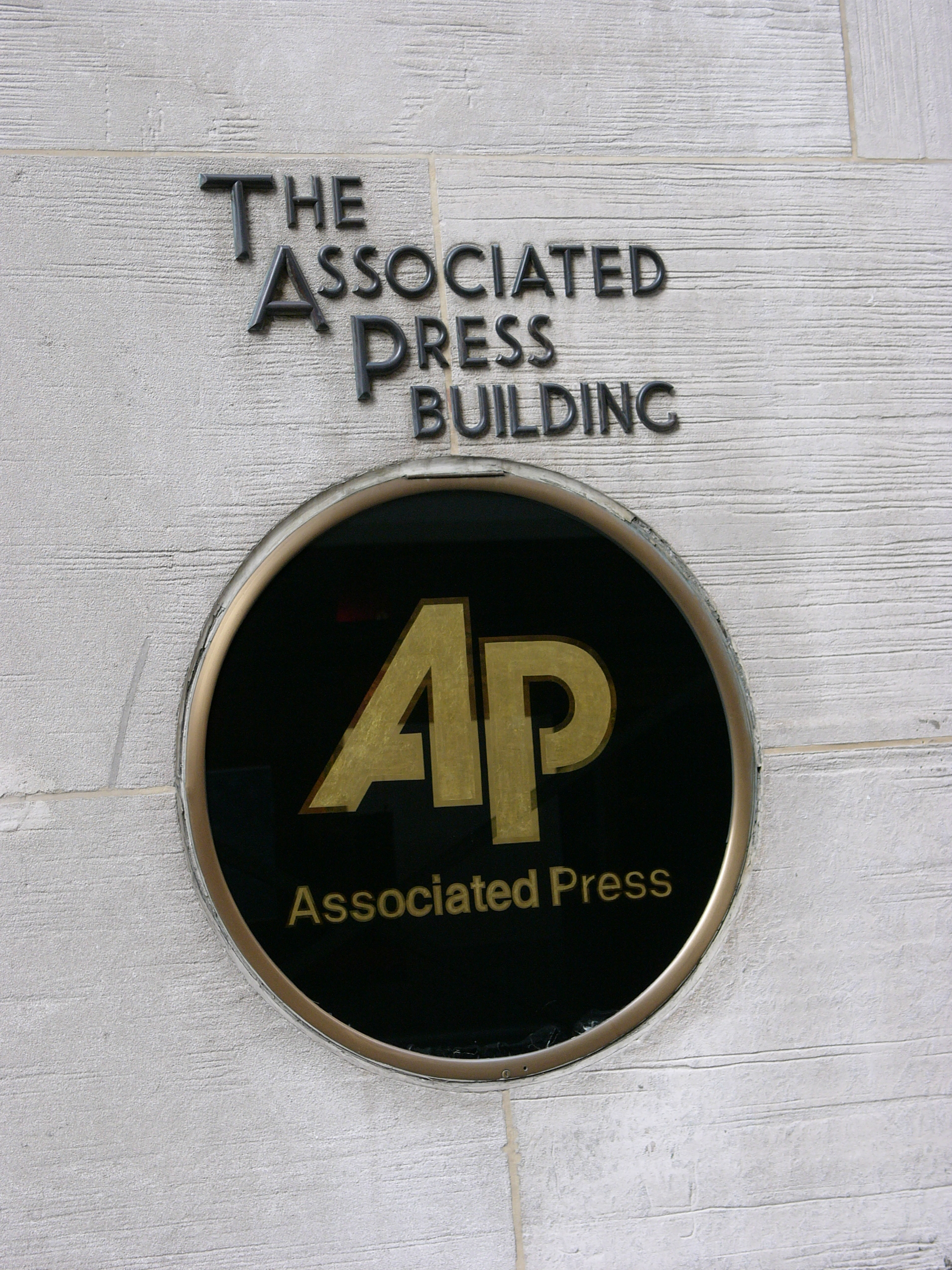
Az AP korábbi New York-i székházán, a Rockefeller Centerben a hírügynökség logója

Az elkövetkező időszakban Kent Cooper vezetése alatt (1925–48) a hírügynökség rohamosan terjeszkedett, Dél-Amerikában, Európában és az I. világháború után a Közel-Keleten is felállíttatta irodáit. Ő vezette be 1914-ben a hírügynökség sajtószobáiba a telexgépet (teleprintert), vezetése alatt épült ki a Wirephoto network, a bérelt telefonvonalakon történő elektronikus képtovábbítás hálózata, mely a fotók azonnali továbbítását tette lehetővé, jelentős előnyt biztosítva ezzel a hírügynökségnek. A hírügynökség központját 1938-ban a Rockefeller Centerbe helyezte át az akkor átadott Associated Press Buildingbe, a Rockefeller Plaza 50 címre, ahol  igényei szerint egybefüggő, osztatlan teret alakítottak ki az épületen belül a hírügynökség számára, valamint már az építkezéskor az épület negyedik emeletébe összességében 4 millió láb hosszúságú közvetítő kábelt építettek be.

### II. világháború
1933-tól, utólag a német történész, Harriet Scharnberg által 2016-ban feltárt dokumentumok alapján nyilvánvalóvá vált, az AP elfogadhatatlan kompromisszumot kötött a Harmadik Birodalom vezetőivel, ugyanakkor az AP vezetése egy közzétett 163 oldalas dokumentumában visszautasította a vádakat, miszerint támogatta volna a III. Birodalmat. A dokumentum szerint 1933-tól az AP a német törvények elfogadása mellett működhetett Németországon belül – elbocsátotta a zsidó származású újságíróit, viszont segítette az országból való elmenekülésüket –, más hírügynökségek a német Propaganda Minisztérium elvárásainak nem eleget téve, valamint a direkt nyomás miatt elhagyták a III. Birodalmat. Az AP 1933 és 1939 között ezáltal tudott folyamatosan tudósítani a háborúra készülő német diktatúráról. A háború kitörése után 1939 és 1941 között, amíg az USA hadba nem lépett, a II. világháború ütközeteiről a német frontvonal oldaláról tudósított, majd 1941. december 11-én berlini irodáit bezáratták, amerikai újságíróit letartóztatták, akik fogolycsere során tudták elhagyni Németországot. Az AP fotóanyagát lefoglalták, az AP fotószolgálata német vezetés alatt működött tovább.
1945-ben az Amerikai Egyesült Államokban a trösztellenes törvény megsértése miatt eljárás indult az Associated Press ellen, az ok a hírügynökség megakadályozta, hogy a társaság tagjaiként működő sajtócégek híranyagot továbbítsanak a szervezeten kívüli sajtócégeknek, valamint megnehezítette a taggá válást is. Az eljárás kedvezett az amerikai rivális hírügynökség, a United Press International terjeszkedésének.
1941-ben az AP a média területére is belépett rádiótársaságok felé szolgáltatott híranyagával, valamint 1974-ben létrehozta saját rádiótársaságát. Ezt követően megalapította tv társaságát, az APTV-t, majd a globális video híranyagot szolgáltató APTV 1998-ban egy másik globális médiacéggel összeolvadva, (WorldWide Television News) létrejött az APTN, mely video híranyagát média cégeknek és weblapoknak is szolgáltatja. 

### 21. század

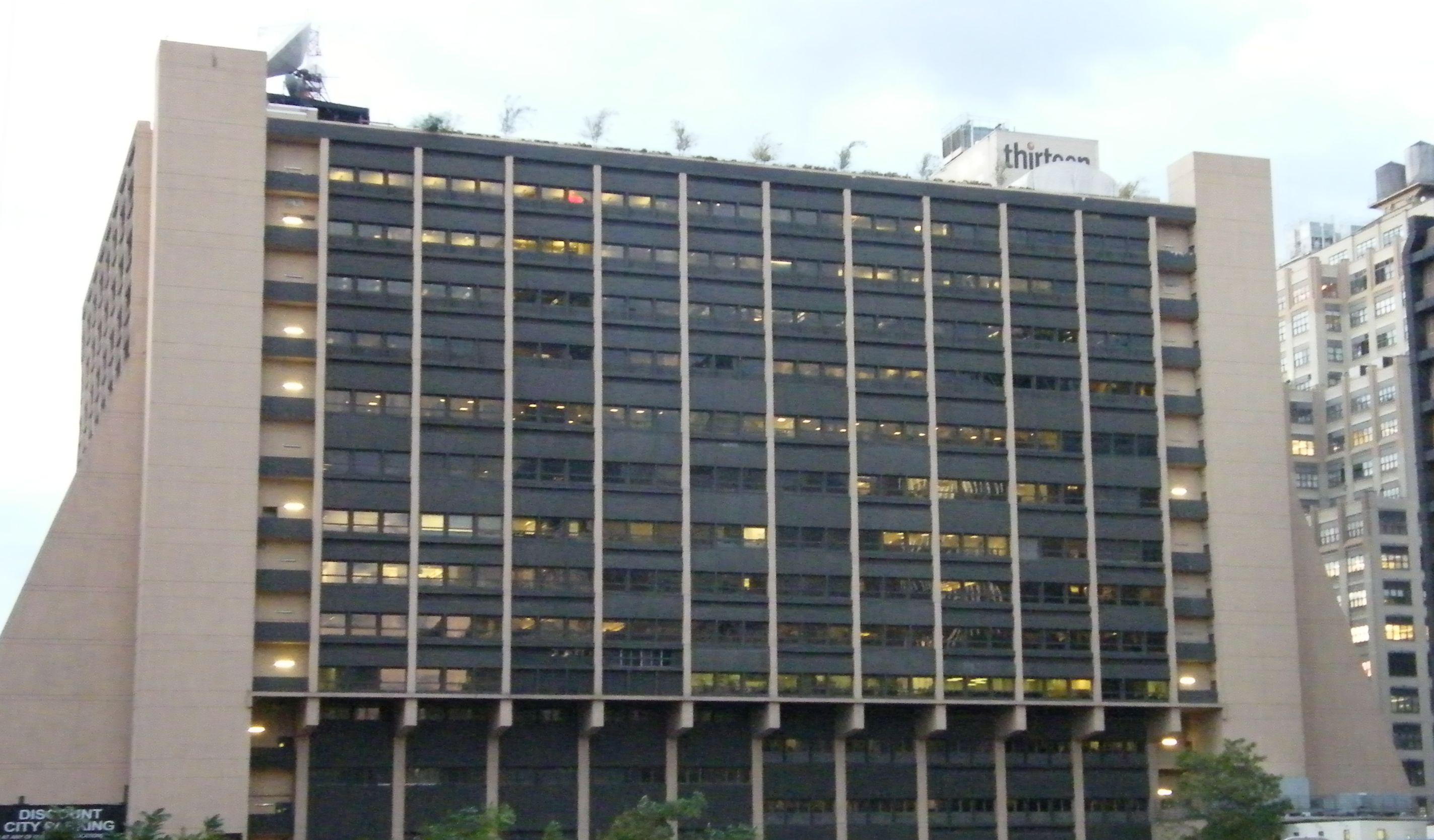
Az AP székháza 2008 októberében, Manhattan 450 West 33rd Street, New York City

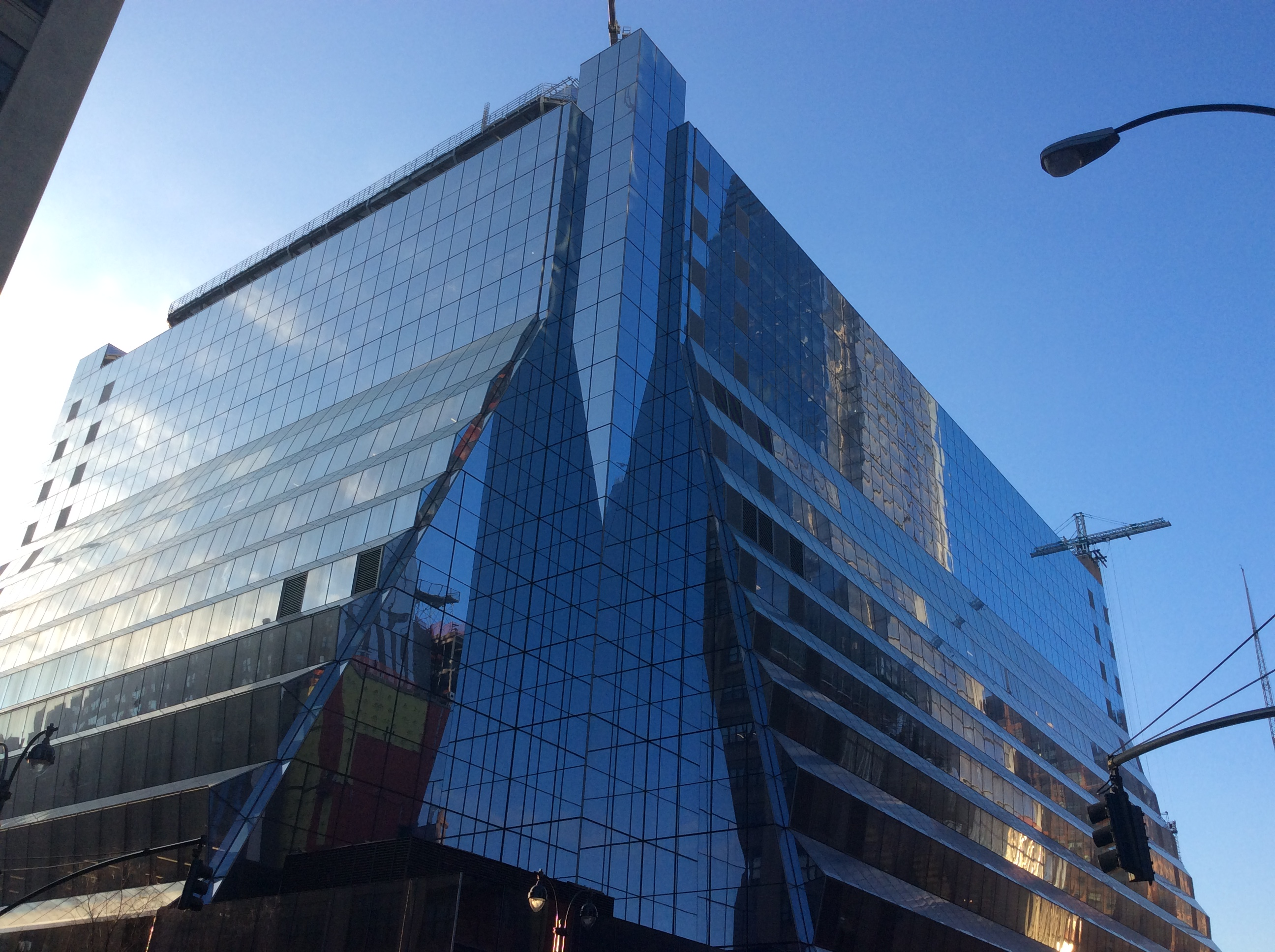
Az AP székháza 2017. februárban

2004-ig az AP székháza a Rockefeller Centerben a Rockefeller Plaza 50 cím alatt volt, majd áthelyezte Manhattan másik irodaházába, a 450 West 33rd Street címre. Az irodaház egyben a New York Daily News és a New York-i tv társaság, a WNET stúdióinak székhelye is. 2009-ben az AP a világban több mint 240 irodát működtetett, bár a hírügynökség működésének alapelvei nem változtak, a digitális technológia megjelenésével az AP és tagjai, az 1400 sajtócég, a további médiacégek, valamint a nemzetközi előfizetők közötti interaktív hírszolgálatra törekszik.
Az Associated Press diverzifikált hírszolgáltatása bevételének 2007-ben csak 30%-a származott az USA lapjaitól, 37%-a globális műsorszóróktól, 15% online vállalkozásoktól és 18% nemzetközi újságoktól, illetve fotóanyagából. 2024-re az egyesült államokbeli újságoktól származó jövedelme az összbevételének pusztán a 10%-ára csökkent. 2024 márciusában a Gannett médiaholding, mely teljes napi példányszámban mérve a legnagyobb amerikai lapkiadónak számít, bejelentette, hogy 2024. március 25-től már nem használja az AP tartalmait, viszont az AP választási eredményadataival továbbra is él. Az AP szóvivője szerint a hírügynökség megdöbbenten fogadta a fejleményeket.

### Web szolgáltatás
Az AP széles hírszolgáltató szerkezetét jelzi, hogy a Yahoo! valamint az MSN  webes híranyagában gyakran hivatkozik az AP-re, mint elsődleges hírforrásra. A Google Inc. bejelentése szerint fizet az AP híranyagáért, melyet a Google News-ban tesz közzé, bár jogviták miatt ezt 2009 és 2010 között felfüggesztette.

## Jelentős események
- 1876: Mark Kellogg, az AP első háborúban elesett tudósítója a Little Bighorn-i csata során halt meg.
- 1893: Melville E. Stone lett az átszerveződött AP vezérigazgatója, mely poszton 1921-ig maradt, vezetése alatt vált az AP a világ legjelentősebb hírügynökségévé.
- 1899: az AP első teszthírátvitele a Guglielmo Marconi által kifejlesztett drótnélküli távírón New Jersey-ből volt.
- 1914: az AP bevezette sajtószobáiba a telexgépet (teleprintert), mely  percenként 60 szót tudott továbbítani, gyakorlatilag a telexrendszerrel egy új világhálót alakított ki.
- 1935: az AP elindította a WirePhoto rendszerét, a világ első képátviteli hálózatát.
- 1938: az AP növekedése eredményeként új irodáit a Rockefeller Centerbe helyezte át, az 50 Rockefeller Plaza címre, mely 66 évig maradt a székháza.[13]
- 1941: híreit az AP rádión kezdte el sugározni.
- 1941: a The New York Times-tól megvásárolta a világot behálózó fotószolgáltatását, a Wide World News Photo Service-t.[14]
- 1945: a mauthauseni koncentrációs táborban kivégezték az AP haditudósítóját, Joseph Morton-t. Morton volt az egyetlen a szövetségesek tudósítói közül, akit a tengelyhatalmak által kivégeztek.
- 1945: Edward Kennedy – nem azonos az Egyesült Államok későbbi elnökével –, az AP párizsi irodájának vezetője a szövetséges vezetők cenzúrája ellenére riportot közölt a német fegyverletételről még a hivatalos bejelentés előtt, melynek kissé keserű eredményeként elmozdították posztjáról.  Kennedy érvelése szerint a német rádió hírét továbbította. Később az AP is a hírügynökség részéről a helyzet rossz kezelésének tekintette Kennedy eltávolítását.
- 1951: az AP prágai irodájának vezetőjét, William N. Oatis-t a kommunista vezetés kémkedés vádjával letartóztatta, és 1953-ig tartották fogva.
- 1994: az AP elindította az APTV-t, a londoni székhelyű globális videó hírszolgáltató rendszerét.
- 2004: a hírügynökség vezetése átkerült az 50 Rock-ból (Rockefeller Center) új címére, 450 W. 33rd Street, New York City.[13]
- 2006: az Associated Press csatlakozott a YouTube-hoz.
- 2008: az AP elindította az AP Mobile hálózatát (eredetileg AP Mobile News Network), egy multimédia hírportált, nemzetközi, országos és helyi híreket szolgáltatva. Az AP által bevezetett első iPhone hírszolgáltatást 2008 júniusában indította, a hírszolgálatán keresztül 1000 AP tag és harmadik szolgáltató híranyagához lehet hozzáférni.
- 2010: az AP 2009-es nyeresége 2008-hoz képest 65%-ra esett, azaz 8.8 millió $-ra, 2010-ben közzétett adatai szerint, ha nem adta volna el német nyelvű hírszolgálatát 13.2 millió $-ért, akkor 2009-es évre 4.4 millió $ veszteséget könyvelt volna el.[15]
- 2011: az AP 2010-es évi nyeresége 14.7 millió $ volt, a 2010-es évi összbevétele 631 millió $, ami 7%-os csökkenést jelentett az előző évhez képest.
- 2012: Tom Curley utódjaként Gary B. Pruitt lett az AP elnöke, 166 éves fennállása óta Gary B. Pruitt a társaság 13. elnöke.[16]